# Szén-patak
A Szén-patak a Török-patak (Morgó-patak) mellékvize Magyarországon. A Központi-Börzsöny egyik legértékesebb kisvízfolyása, a Duna–Ipoly Nemzeti Park törzsterületének része. Völgye a Szén-patak-völgy.

## Földrajz

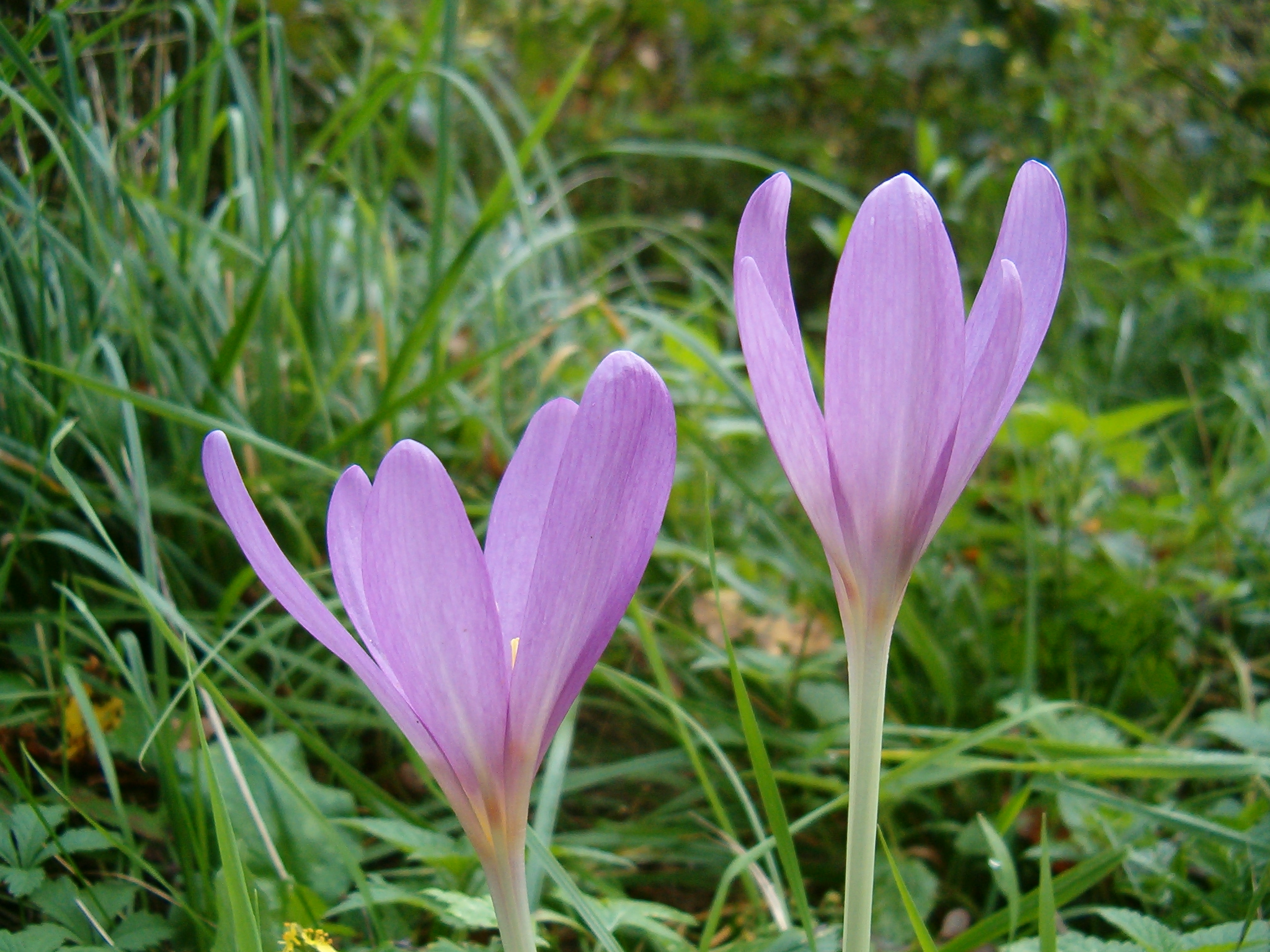
Őszi kikerics (Colchicum autumnale) a Szén-patak völgyében

A Csóványos déli oldalában felfakadó források vízéből születik. Innen délkeleti irányba folyik, majd a Cseresznyés-patak torkolata után délnek fordul. Királyrétnél a Bagoly-bükki-patakkal és a Nagy-Vasfazék-patakkal (Királyréti-patak) egyesülve alkotja a Török-patakot (Morgó-patak).
Hordalékában különböző ásványok (pl. kimállott szilikátok és faopálok) találhatók.

### Mellékvizek
A Szén-patak fontosabb mellékvizei a forrástól a torkolat felé haladva a következők:
- Hárs-patak (bal)
- Cseresznyés-patak (bal)[2]

### Élővilág
Madártani értelemben is a Központi-Börzsöny egyik legérdekesebb kisvízfolyása. Madárfaunája tipikusan hegyvidéki; a közelmúltig olyan fajok bukkantak itt fel, mint a vízirigó vagy a környéken fészkelő fekete gólya.

## Történelem
A Nagy-Vasfazék-patak és a Szén-patak környékén helyenként ma is láthatók annak a gát- és csatornarendszernek a maradványai, amely lehetővé tette, hogy a kitermelt faanyagot csaknem a Dunáig leúsztassák.

## Közlekedés
Királyréttől erdészeti műút vezet a Szén-patak völgyébe. 1953-ig a királyréti kisvasút egyik ága (317b) a patak völgyében Csóványos vasútállomásig közlekedett, amely a Spartacus kulcsosháznál volt. A hajdani nyomvonal maradványait az 1960-as évek végén épült műút szinte teljesen eltüntette.

## Turizmus
A Szén-patak völgyében található a 33+16 férőhelyes Spartacus Kulcsosház.